# Ernesto Matozzi
Ernesto J. Matozzi (ur. 19 maja 1895, zm. 2 kwietnia 1964) – argentyński piłkarz, grający podczas kariery na pozycji obrońcy.

## Kariera klubowa
Ernesto Matozzi podczas piłkarskiej kariery występował w Estudiantil Porteño Ciudadela.

## Kariera reprezentacyjna
W reprezentacji Argentyny Matozzi występował w latach 1916–1923. W reprezentacji zadebiutował 15 sierpnia 1916 w wygranym 2-1 meczu z Urugwajem, którego stawką było Copa Lipton. 
W 1917 wystąpił w Mistrzostwach Ameryki Południowej.
Na turnieju w Montevideo wystąpił we wszystkich trzech meczach z Brazylią, Chile i Urugwajem. W 1919 po raz drugi wystąpił w Mistrzostwach Ameryki Południowej. Na turnieju w Rio de Janeiro wystąpił we wszystkich trzech meczach z Urugwajem, Brazylią i Chile. Ostatni raz w reprezentacji wystąpił 8 grudnia 1923 w przegranym 2-3 meczu z Urugwajem, którego stawką było Copa Ministro de Relaciones Exteriores. Ogółem w barwach albicelestes wystąpił w 22 meczach, w których strzelił bramkę.
| Mecze i gole w reprezentacji | Mecze i gole w reprezentacji | Mecze i gole w reprezentacji | Mecze i gole w reprezentacji | Mecze i gole w reprezentacji | Mecze i gole w reprezentacji | Mecze i gole w reprezentacji |
| #                            | Data                         | Miasto                       | Przeciwnik                   | Gol                          | Wynik                        | Rozgrywki                    |
| ---------------------------- | ---------------------------- | ---------------------------- | ---------------------------- | ---------------------------- | ---------------------------- | ---------------------------- |
| 1.                           | 15.08.1916                   | Montevideo                   | Urugwaj                      |                              | 2:1                          | Copa Lipton                  |
| 2.                           | 01.10.1916                   | Montevideo                   | Urugwaj                      |                              | 1:0                          | Gran Premio                  |
| 3.                           | 29.10.1916                   | Montevideo                   | Urugwaj                      |                              | 1:3                          | towarzyski                   |
| 4.                           | 18.07.1917                   | Montevideo                   | Urugwaj                      |                              | 0:0                          | Gran Premio                  |
| 5.                           | 15.08.1917                   | Avellaneda                   | Urugwaj                      |                              | 1:0                          | Copa Lipton                  |
| 6.                           | 02.09.1917                   | Montevideo                   | Urugwaj                      |                              | 0:1                          | Copa Newton                  |
| 7.                           | 03.10.1917                   | Montevideo                   | Brazylia                     |                              | 4:2                          | Copa América                 |
| 8.                           | 06.10.1917                   | Montevideo                   | Chile                        |                              | 1:0                          | Copa América                 |
| 10.                          | 21.10.1917                   | Avellaneda                   | Chile                        |                              | 1:1                          | towarzyski                   |
| 11.                          | 28.07.1918                   | Montevideo                   | Urugwaj                      |                              | 1:3                          | Gran Premio                  |
| 12.                          | 15.08.1918                   | Buenos Aires                 | Urugwaj                      |                              | 0:0                          | Gran Premio                  |
| 13.                          | 25.08.1918                   | Buenos Aires                 | Urugwaj                      |                              | 2:1                          | Gran Premio                  |
| 14.                          | 20.09.1918                   | Montevideo                   | Urugwaj                      |                              | 1:1                          | Copa Lipton                  |
| 15.                          | 29.09.1918                   | Buenos Aires                 | Urugwaj                      |                              | 2:0                          | Copa Newton                  |
| 16.                          | 13.05.1919                   | Rio de Janeiro               | Urugwaj                      |                              | 2:3                          | Copa América                 |
| 17.                          | 18.05.1919                   | Rio de Janeiro               | Brazylia                     |                              | 1:3                          | Copa América                 |
| 18.                          | 22.05.1919                   | Rio de Janeiro               | Chile                        |                              | 4:1                          | Copa América                 |
| 19.                          | 01.06.1919                   | Rio de Janeiro               | Brazylia                     | Gol                          | 3:3                          | Copa Cherry                  |
| 20.                          | 24.08.1919                   | Montevideo                   | Urugwaj                      |                              | 1:2                          | Copa Newton                  |
| 21.                          | 07.09.1919                   | Buenos Aires                 | Urugwaj                      |                              | 1:2                          | Copa Lipton                  |
| 22.                          | 08.12.1923                   | Avellaneda                   | Urugwaj                      |                              | 2:3                          | Copa Ministro                |